# Dionisij (Porubaj)
Dionisij (světským jménem: Pjotr Nikolajevič Porubaj; * 1. října 1975 Rjazaň) je ruský duchovní Ruské pravoslavné církve a metropolita omský a tavričeský.

## Život
Narodil se 1. října 1975 v Rjazani.
Roku 1995 dokončil střední školu-gymnázium č. 5 v Rjazani a nastoupil na Rjazaňskou státní pedagogickou univerzitu. Při studiu současně pracoval jako učitel dějepisu na rjazaňské střední škole č. 17. Roku 1997 dokončil studium s titulem učitele historie a anglického jazyka. Následně do roku 1998 pracoval jako vedoucí specialista oddělení organizování personalizovaného účetnictví v oddělení Penzijního fondu Ruské federace v Rjazaňské oblasti.
V letech 1996–2004 byl vedoucím rubriky televizního programu Zerna.
Dne 1. září 1998 vstoupil do monastýru svatého Jana Bohoslova ve vesnici Poščupovo, kde se 1. listopadu stal hypodiakonem. Od ledna 1999 byl starším hypodiakonem a kelejníkem (správce mnišské cely) biskupa šackého Iosifa (Makedonova).
V letech 1998–2001 studoval dálkově na Rjazaňském duchovním učilišti.
Dne 27. března 1999 byl biskupem Iosifem rukopoložen na diákona a 23. března 2000 byl do monastýru v Poščupovu přijat jako poslušnik.
Dne 28. srpna 2000 byl představeným monastýru archimandritou Avelem (Makedonovem) postřižen na monacha se jménem Dionisij na počest svatého Dionysia Areopagity.
Od roku 2000 do roku 2005 byl členem redakční rady časopisu Blagověst.
V letech 2002–2009 studoval dálkově na Moskevské duchovní akademii.
Roku 2004 začal přednášet na oddělení teologie fakulty ruské filologie a národní kultury Rjazaňské státní univerzity a roku 2006 na Rjazaňském duchovním semináři historii starověké církve.
Od dubna 2004 byl osobním sekretářem představeného monastýru v Poščupovu biskupa Iosifa, od března 2005 zástupcem blagočinného monastýru a v lednu 2006 byl ustanoven jeho blagočinným.
Dne 4. listopadu 2006 byl arcibiskupem rjazaňským a kasimovským Pavel (Ponomarjovem) rukopoložen na jeromonacha.
Dne 5. října 2007 byl jmenován zástupcem představeného monastýru 27. prosince 2007 Svatým synodem ustanoven jeho představeným.
Roku 2007 byl jmenován vedoucím církevně historické expedice při rjazaňské eparchii.
Dne 21. května 2009 byl arcibiskupem Pavlem povýšen na igumena.
Od 25. ledna do 25. května 2010 absolvoval odbornou rekvalifikaci na Moskevské akademii státní a veřejné správy.
Dne 24. května 2011 byl ustanoven sekretářem církevního soudu rjazaňské eparchie.
Dne 6. října 2011 jej Svatý synod zvolil biskupem kasimovským a sasovským a 9. října 2011 byl metropolitou rjazaňským a michajlovským Pavlem povýšen na archimandritu.
Dne 25. listopadu 2011 byl v Patriarchální rezidenci v Moskvě oficiálně jmenován biskupem a 27. listopadu proběhla v chrámu Narození přesvaté Bohorodice Začatěvského monastýru v Moskvě jeho biskupská chirotonie. Světiteli byli patriarcha moskevský Kirill, metropolita saranský a mordovský Varsonofij (Sudakov), metropolita rjazaňský a michajlovský Pavel (Ponomarjov), biskup ivanovo-vozněsenský a kiněšemský Iosif (Makedonov), biskup solněčnogorský Sergij (Čašin), biskup voskresenský Savva (Michejev) a biskup šachtinský a millerovský Ignatij (Děputatov).
Dne 28. prosince 2011 byl osvobozen od funkce představeného Poščupovského monastýru.
Roku 2017 byl na Archijerejském soboru zvolen členem Vyššího celocírkevního soudu s jmenováním sekretářem soudu.
Dne 14. července 2018 byl ustanoven biskupem tuapsinským a vikářem jekatěrinodarské eparchie.
Dne 28. prosince 2018 jej Svatý synod jmenoval biskupem voskresenským a vikářem patriarchy moskevského a celé Rusi.
Dne 24. ledna 2019 byl jmenován správcem Jihovýchodního vikariátu Moskvy.
Dne 26. února 2019 byl Svatým synoden ustanoven prvním zástupcem vedoucího pro záležitosti Moskevského patriarchátu a představeným Novospasského monastýru.
Dne 16. července 2019 byl patriarchou moskevským Kirillem jmenován prvním vikářem patriarchy moskevského a celé Rusi a správcem Centrálního vikariátu s osvobozením od spravování Jihovýchodního vikariátu. Současně byl ustanoven předsedou komise pro církevní majetek a pozemkové vlastnictví při moskevské eparchiální správě.
Dne 30. srpna 2019 byl včleněn do Vyšší církevní rady Ruské pravoslavné církve.
Dne 29. října 2019 byl jmenován vedoucím pro záležitosti Moskevského patriarchátu.
Dne 20. listopadu 2019 byl v chrámu Krista Spasitele v Moskvě povýšen patriarchou moskevským Kirillem na metropolitu.
Dne 26. prosince 2019 byl jmenován sekretářem odboru pro přípravu otázek na soborech (koncil) a osvobozen z funkce sekretáře Vyššího celocírkevního soudu.
Dne 29. prosince 2020 byl jmenován předsedou Celocírkevní disciplinární komise.
Dne 25. srpna 2022 byl ustanoven předsedou Mezirezortní pracovní skupiny pro koordinaci pomoci poskytované diecézím Donbasu a přilehlým územím nacházejícím se v zóně konfliktu.
Je prezidentem Ruské pravoslavné univerzity svatého Jana Bohoslova.
Dne 11. října 2023 jej Svatý synod jmenoval metropolitou omským a tavričeským.